# Bouaflé
Bouaflé ist eine Stadt in der Elfenbeinküste. Sie liegt im Landesinneren, eine Autostunde nordwestlich der Hauptstadt Yamoussoukro in dem Department Bouaflé in der Region Marahoué am Fluss Marahoué kurz vor dessen Mündung.

## Sport
Der Fußballklub CO Bouaflé stammt aus Bouaflé und spielt in der höchsten Spielklasse der Elfenbeinküste. Seine Heimspiele trägt der Verein im nahegelegenen Yamoussoukro aus.

## Verkehr
Die Stadt liegt an den Schnellstraßen A6 und B410. Bouaflé ist durch die A6 mit der Hauptstadt Yamoussoukro verbunden.

## Nationalpark
Bouaflé liegt in unmittelbarer Nähe des Nationalparks Marahoué, der viele Affen- und Vogelarten beheimatet.

## Söhne und Töchter der Stadt
- Kipré Tchétché (* 1987), ivorischer Fußballspieler
- Marie-Josée Ta Lou (* 1988), ivorische Sprinterin